# 理性决策
理性决策也称作“理性购买决策”，属于消费者心理学和市场心理学范畴。

## 交际语义学上可以有以下含义分支
- 智慧的
- 成功的
- 冷静深重的
- 健康的

## 影响购买决策理性的因素
1. 需求的理性
2. 知识和相关的选择可能
3. 正确感知事实
  1. 扭曲途径：
    1. 缺乏理解
    2. 人的愿望
    3. 期望
4. 理性处理信息
  1. 扭曲途径：
    1. 缺乏能力
    2. 思维定式
    3. 愿望思考方式
    4. 价值判断
    5. 情绪

## 理性决策的特征
- 权衡选择可能
- 确定对未来状况的猜测
- 考虑在这种未来状况下人们的感受

## 理性决策的四个目标
1. 达成正确（有利）的决策
2. 在决策过程中和其后避免负面情绪
3. 缩小认知努力
4. 决策的可辩解程度

### 避免负面情绪
- 推迟购买决策
- 自愿限制可选范围
- 决策后选择性的信息搜索
- 框架效应

### 决策两难处境
“更好的决策已经达成，忘记了使用和消费体验才是真实的。”
- - 接受永远不需要的设备特征
  - 老旧，但是已经付款

### 缩小认知努力
评判的启发法（参见：习惯性行为）
- 代表性启发法
- 可用性启发法
- 定锚型和调整型启发法
- 模拟型启发法

#### 概测法（实用方法，經驗法則）
那些导致可接受的决策结果的东西，对于背景信息（例如：广告，销售对话）也是缺乏抵抗力（容易接受）的。

### 决策的可辩解程度
- 选择：“这是最好的选择”
- 校音：“它摸上去很好”
- 沉没成本：“太晚了不能选择别的了”
- 伦理学：“我要把所有的都尝试了”
- 稀缺：“这是唯一的机会”
- 角色：“好的母亲买这个……”

## 理性决策举例
比如购买吐司面包：
- 多项选择型

“我关注吐司面包的不同特性，对此加以不同的权重，然后我选择总体上最好的。”
- 虚拟型（枚举型）

“我购买不良特性最少的吐司面包。”
- 词典编纂型

“我首先观察最重要的特征；如果有几个吐司面包都切得很好，我观察第二重要的特征。”
- 根据各方面删除型

“我依次排除不可接受的选择。”